# Nyamyumba (Sektor)
Nyamyumba (Kinyarwanda Umurenge wa Nyamyumba) ist einer von zwölf Sektoren im Distrikt Rubavu in der Westprovinz von Ruanda.

## Geographie
Nyamyumba hat eine Fläche von 23,34 km². Der Sektor grenzt im Nordwesten an Gisenyi, im Norden an Rugerero, im Nordosten Nyundo, im Osten Nyabirasi und im Südosten Kivumu. Im Westen liegt Nyamyumba am Kiwusee. Der Sektor unterteilt sich in die sechs Zellen Burushya, Busoro, Kinigi, Kiraga, Munanira und Rubona.

## Bevölkerung
Nach Stand der Volkszählung von 2022 liegt die Einwohnerzahl bei 48.718. Zehn Jahre zuvor waren es 37.491, was einem jährlichen Bevölkerungszuwachs von 2,6 Prozent zwischen 2012 und 2022 entspricht.

## Verkehr
Durch den Osten des Sektors verläuft die Nationalstraße 11. Entlang der Küste des Kiwusees verläuft zudem eine District Road.